# 2012年加利福尼亞州37號提案
37號提案（英語：Proposition 37，專有名詞縮寫），是美國加利福尼亞州於2012年11月6日提出的一次公投，提案訴求生產食品時若有基因改造成分（Genetically modified food，專有名詞縮寫） 時應予以標識。